# Brigada 15 Infanterie (1916-1918)
Brigada 15 Infanterie a fost o mare unitate de nivel tactic, care s-a constituit la 14/27 august 1916, prin mobilizarea unităților și subunităților existente la pace aparținând de Brigada 15 Infanterie din armata permanentă. Din compunerea brigăzii făceau parte Regimentul 13 Infanterie și Regimentul 25 Infanterie. Brigada a făcut parte din organica Divizia 8 Infanterie, fiind dislocată la pace în garnizoana Iași.:p. 94
La intrarea în război, Brigada 15 Infanterie a fost comandată de generalul de brigadă Nicolae Petala. Brigada 15 Infanterie a participat la acțiunile militare pe frontul românesc, pe toată perioada războiului, între 14/27 august 1916 - 28 ocotmbrie/11 noiembrie 1918.